# Inteligentni dizajn
Inteligentni dizajn je pokret koji promiče tvrdnju da određene značajke svemira i svih živih bića najbolje objašnjava inteligentni uzrok (intervencija izvana), a ne slijepi nevođeni proces kao prirodni odabir. 
Inteligentni dizajn promiče znanstvena istraživanja, kao i okupljanje zajednice znanstvenika, filozofa i drugih koji traže dokaze o dizajnu (stvaranju) u prirodi. 
Kroz proučavanje i analizu komponenti živog sustava, teoretičar dizajna može odrediti jesu li različite prirodne strukture proizvod slučajnog događaja, prirodnih zakona, inteligentnog dizajna ili neke njihove kombinacije. Takvo istraživanje provodi se promatranjem vrsta informacija nastalih kada interveniraju inteligentni agenti. Znanstvenici potom traže objekte koji imaju one iste vrste informacijskih svojstava koje obično povezujemo s inteligentnim uzrokom. Inteligentni dizajn primijenio je ove znanstvene metode za otkrivanje dizajna u iznimno složenim biološkim strukturama, složenom i specifičnom informacijskom sadržaju u DNK, fizičkoj arhitekturi svemira koja održava život i geološko brzom porijeklu biološke raznolikosti u fosilnim ostacima nađenim tijekom kambrijske eksplozije prije otprilike 530 milijuna godina.
Najistaknutiji pobornici teorije inteligentnog dizajna su okupljeni u engl. Discovery institutu (web stranica https://www.discovery.org).  
Konsenzus znanstvene zajednice je da inteligentni dizajn nije znanost. Američka akademija znanosti je izjavila da "inteligentni dizajn i ostale tvrdnje o natprirodnoj intervenciji u porijeklo života" nisu znanost jer se ne mogu provjeriti pokusom, ne stvaraju predviđanja i ne predlažu vlastite nove hipoteze.
"Inteligentni dizajn" je proizašao iz reakcije na presudu vrhovnog suda SAD-a 1987. tičući se ustavnog odvajanja crkve i države. Prva značajna uporaba je bila u srednjoškolskom udžbeniku iz biologije "O pandama i ljudima" izdan 1989. godine. Sljedeće godine mala grupa zagovornika osnovala je institut Discovery i započela zagovarati uvođenje inteligentnog dizajna u program javnih škola. Pokret za inteligentni dizajn počeo je postajati vidljiviji u 90-ima i napočetku ovog desetljeća, doživjevši kulminaciju u "suđenju Dover" 2005. godine koje je stavilo pod povećalo namjeru da se inteligentni dizajn uvede u nastavu znanosti u javnim školama. 

## Pregled
Inteligentni dizajn je prezentiran kao alternativa prirodnim objašnjenjima za razvoj života. U opoziciji je prema konvencionalnim biološkim znanostima koji se oslanjaju na znanstvenu metodu da objasne život kroz promotrive procese kao mutacija i prirodni odabir. Izjavljena svrha inteligentnog dizajna je istražiti da li postojeći empirijski dokazi pokazuju da život na Zemlji je ili nije dizajniran inteligentnim čimbenikom ili čimbenicima. William A. Dembski, jedan od vodećih zagovaratelja inteligentne konstrukcije, je rekao da fundamentalna tvrdnja inteligentnog dizajna je da "postoji prirodni sistemi koji ne mogu biti adekvatno objašnjeni kroz nevođene prirodne sile i stoga pokazuju značajke koje bi u bilo kojim drugim okolnostima bile pridodane inteligenciji". Ali u iscurenom manifestu instituta Discovery poznatom kao dokument Klin zagovornici pokreta su rekli "sakupljamo se u ovome zaletu, povećavajući klin s pozitivnom znanstvenom alternativom materijalističkim znanstvenim teorijama, koja će biti zvana inteligentni dizajn. Teorija dizajna obećava da će okrenuti zagušljivu dominaciju materijalističkog pogleda na svijet i zamijeniti ga sa znanošću sukladnom s kršćanskim i teističkim uvjerenjima.
Zagovornici inteligentnog dizajna traže dokaze, kako to oni nazivaju, o "znakovima inteligencije": fizikalna svojstva predmeta koja upućuju na dizajnera. Na primjer, zagovornici inteligentnog dizajna tvrde da arheolog koji nađe kip može opravdano reći da je kip dizajniran i opravdano tražiti da otkrije identitet dizajnera. Ali, taj arheolog ne bi mogao opravdati tu tvrdnju temeljenu na nepravilno oblikovanoj gromadi kamena iste težine. Prema zagovarateljima dizajna živući sistemi pokazuju veliku složenost od kojih izvode da neki aspekti života su dizajnirani. 
Zagovornici inteligentnog dizajna kažu da iako dokazi koji upućuju na prirodu "inteligentnog uzroka" možda nisu direktno promotrivi njeni učinci na prirodu mogu biti otkriveni. Dembski u Znakovi inteligencije tvrdi: "Zagovornici inteligentnog dizajna smatraju ga kao znanstveni istraživački program koji istražuje učinke inteligentnih uzroka...ne inteligentni uzrok per se." U njegovom pogledu ne može se testirati identitet utjecaja izvan zatvorenoga sistema iznutra stoga pitanja koja se tiču identiteta dizajnera spadaju izvan područja tog koncepta. Do sada nijedan rigorozni test nije predložen da utvrdi te učinke. Za sada nijedan članak koji podupire inteligentni dizajn nije izdan u znanstvenim časopisima niti je inteligentni dizajn predmet znanstvenog istraživanja ili testiranja.

## Porijeklo koncepta
Filozofi su dugo raspravljali da li složenost prirode upućuje postojanje svrhovitog prirodnog ili natprirodnog dizajnera/stvorioca. Prvi zabilježeni argumenti za dizajnera kozmosa su u grčkoj filozofiji. U 4. stoljeću pr. Kr. Platon je pretpostavio «demijurga» velike mudrosti i inteligencije kao stvoritelja kozmosa u njegovom dijalogu Timej. Aristotel je isto razvio ideju kreatora-dizajnera kozmosa, često zvan nepokrenuti pokretač u svojem djelu Metafizika. U De Natura Deorum ili O prirodi bogova Ciceron je izjavio da "božanska moć se može naći u principima razuma koji prožimaju cijelu prirodu."
Takav način razmišljanja primijenjen na natprirodnog dizajnera je postao poznat kao teleološki argument za postojanje Boga. Najpoznatiji oblici tog argumenta su bili izraženi u 13. stoljeću od strane Tome Akvinskog u svojem dijelu Summa Theologiae gdje je dizajn peti od pet dokaza za postojanje Boga i od Williama Paleya u njegovoj knjizi Prirodna Teologija (Natural Theology, 1802.). Paley je koristio analogiju urara koja se još koristi u argumentima inteligentnog dizajna. U ranom 19. stoljeću takvi argumenti su doveli do nečega što se zove prirodna teologija, proučavanje prirode kao sredstvo za razumijevanje "uma boga". Taj pokret je pokrenuo strast za sakupljanjem fosila i ostalih bioloških primjeraka koji su naposljetku dovelo do Darwinove teorije o porijeklu vrsta. Slično razmišljanje postuliranjem božanskog dizajnera je danas prihvaćeno od mnogih vjernika u teističku evoluciju koji smatraju modernu znanost i teoriju evolucije potpuno sukladne s konceptom natprirodnog dizajnera.
Inteligentni dizajn u kasnom 20. stoljeću se može vidjeti kao suvremeno razvijanje prirodne teologije koja želi promijeniti temelj znanosti i potkopati evolucijsku teoriju. Što se teorija evolucije proširivala da objasni više fenomena primjeri držani kao dokaz dizajna su se mijenjali. Ali esencijalni argument ostaje isti: složeni sistemi impliciraju dizajnera. Primjeri predloženi u prošlosti uključuju oko (optički sistem) i pernato krilo; sadašnji primjeri su većinom biokemijski: proteinske funkcije, koagulacija krvi i bakterijski bič.
Najranije znani stil razmišljanja kojemu se može pridodati atribut inteligentni je knjiga Misterija porijekla života (The Mysteries of Lief's Origins, 1984.) kemičara i kreacionista Charlesa B. Thaxtona s Walterom L. Bradleyem i Rogerom L. Olsenom. 
Inteligentni dizajn namjerno ne pokušava identificirati ime ili uzrok kreacije – samo tvrdi da postoji jedan (ili više njih). Iako sam inteligentni dizajn ne imenuje dizajnera, vođe pokreta inteligentnog dizajna su rekli da je dizajner kršćanski Bog. Da li je to značajka koncepta ili samo položaj zauzet da izbjegne izolirati one koji bi odvojili religiju od učenja znanosti je predmet velike rasprave između pobornika i protivnika inteligentnog dizajna.

## Nesvediva složenost
U kontekstu inteligentnog dizajna, nesvodiva složenost je postavljena sa strane Michaela Behea koji ju definira kao «pojedini sistem sastavljen od nekoliko sukladnih dijelova koji u interakciji doprinose osnovnoj funkciji gdje micanje bilo kojeg od tih dijelova uzrokuje da sistem prestane učinkovito funkcionirati.»
Behe koristi analogiju mišolovke da ilustrira koncept. Mišolovka se sastoji od nekoliko dijelova u interakciji od kojih svi moraju biti na položaju da mišolovka radi. Micanje bilo kojeg od tih dijelova prekida funkciju mišolovke. Pobornici inteligentnog dizajna kažu da prirodni odabir nije mogao stvoriti nesvodive složene sisteme jer funkcija je jedino prisutna kada su svi dijelovi ugrađeni. U Beheove originalne primjere navodnih nesvodivih složenih bioloških mehanizama spadaju bakterijski bič E. Coli, kaskada zgrušavanja krvi, cilij i adaptivan imunološki sistem. 
Kritičari ističu da argument nesvodive složenosti pretpostavlja da nužni dijelovi sistema su uvijek bili nužni i stoga nisu mogli biti dodani postepeno. Oni tumače da ono što prvo daje prednost može kasnije biti nužno kako se dijelovi mijenjaju. Evolucija više teče mijenjanjem već postojećih dijelova ili njihovim micanjem iz sistema nego njihovim dodavanjem u sistem. Behe je sam priznao «nedorečenu prozu» i da «njegov argument protiv darvinizma ne dodaje logičnom dokazu.» Nesvodiva složenost je ostala popularan argument među pristašama inteligentnog dizajna; ali u suđenju Dover sud je rekao da «tvrdnja prof. Behea za nesvodivu složenost je opovrgnuta u istraživačkim časopisima i odbačena od znanstvene zajednice.

## Određena složenost
Koncept u inteligentnom dizajnu «određena složenost» je razvio matematičar, filozof i teolog William A. Dembski. Dembski tvrdi da kada nešto pokazuje određenu složenost (tj. simultano složeno i određeno) može se zaključiti da je stvoreno inteligentnim uzrokom  (tj. dizajnirano je) radije nego da je rezultat prirodnih procesa. Daje sljedeće primjere: «Jedno slovo abecede je određeno bez da je složeno. Duga rečenica nasumično poredanih slova je složeno bez da je određeno. Shakespearski sonet je složen i određen.»" On tvrdi da se detalji živih bića mogu slično odrediti, osobito uzorci molekularnih sekvenca u funkcionalnim biološkom molekulama kao DNK. 
Dembski definira složenu određenu informaciju kao sve što ima manje od 1·10150 šanse da se dogodi (prirodnim) slučajem. Kritičari kažu da to argument pretvara u tautologiju: složena određena informacija (SOI) ne može se dogoditi prirodno kako to definira Dembski stoga je pravo pitanje da li SOI stvarno postoji u prirodi.
Pojmovna osnovanost Dembskijeve određene složenosti/SOI argumenta je snažno osporena od znanstvene zajednice. Određena složenost se još mora pokazati da ima široku primjenjivost u ostalim poljima kako tvrdi Dembski. Wesley Elsberry i John Wilkins opisuju Dembskijev «objašnjavalački filter» kao eliminacijski jer postepeno eliminira objašnjenja: prvo regularnost, tada slučaj i napokon u pomanjkanju dizajn. Oni tvrde da takva procedura je puna rupa kao model znanstvenog zaključivanja zbog njezinog asimetričnog načina tretiranja različitih znanstvenih objašnjenja te je stoga sklona da napravi krive zaključke.  Drugi znanstvenici kažu da evolucija kroz selekciju je bolja da objasni promatranu složenost kao što je evidentno od uporabe selekcijske evolucije za dizajniranje određeni elektroničkih, aeronautičkih i automotivnih sustava koji se smatraju problemima presloženima za «ljudske dizajnere».

## Delikatno podešeni svemir
Zagovaratelji inteligentnog dizajna daju i argumente izvan biologije. Najpoznatiji argument temeljen je na konceptu fino uređenih svemirskih konstanti koje omogućuju materiju i život mogućim i koje se ne pridodaju jedino slučaju. U to spadaju vrijednosti fundamentalnih fizikalnih konstanti, relativna snaga nuklearnih sila, elektromagnetizam, gravitacija između fundamentalnih čestica kao i omjeri masa takvih čestica. Zagovornici inteligentnog dizajna i član centra za znanost i kulturu Guillermo Gonzalez tvrde da ako bi jedna od tih vrijednosti bila samo malo drugačija svemir bi dramatično drugačije izgledao čineći nemogućim mnoge kemijske elemente i karakteristike svemira kao galaksije da se oblikuju. Stoga inteligentni dizajner je potreban da se potrebne značajke osiguraju da se postigne taj određeni rezultat.
Znanstvenici, skoro u zboru, su odgovorili da taj argument se ne može testirati i nije znanstveno produktivan. Neki znanstvenici raspravljaju da čak i ako je uzeto kao čista spekulacija ti argumenti su slabo poduprijeti postojećim dokazima. Zagovornik Granville Sewell je izjavio da evolucija složenih oblika predstavlja smanjenje entropije i time krši drugi zakon termodinamike te podupire inteligentni dizajn. Kritičari uvjeravaju da je to kriva uporaba termodinamičkih principa. Victor J. Stenger i ostali kritičari kažu da inteligentni dizajn i antropični princip su u biti tautologije; u njegovom pogledu ti argumenti se drže tvrdnje da život je moguć jer svemir je u stanju da održava život. Tvrdnja o maloj vjerojatnosti svemira koji podržava život je kritizirana kao argument zbog nedostatka mašte zbog pretpostavljanja da svi ostali oblici života nisu mogući. Život kao što mi znamo možda ne bi postojao ako bi stvari bile drugačije, ali drugačiji oblik života bi ga zamijenio. Jedan broj kritičara predlaže da se mnoge od rečenih varijabla doimaju kao međupovezane te da izračuni matematičara i fizičara govore kako je pojava svemira sličnog našem vrlo vjerojatna. Međutim, neki znanstvenici izračunima pobijaju takve teze. Tako matematičar Sir Roger Penrose navodi kako je vjerojatnost slučajnog nastanka svemira 1/10^10^123, odnosno praktično potpuno zanemariva.